# Tampico, Tamaulipas
Tampico là một đô thị thuộc bang Tamaulipas, México. Năm 2005, dân số của đô thị này là 303924 người.

## Khí hậu
| Dữ liệu khí hậu của Tampico, Tamaulipas (1951–2010)        | Dữ liệu khí hậu của Tampico, Tamaulipas (1951–2010) | Dữ liệu khí hậu của Tampico, Tamaulipas (1951–2010) | Dữ liệu khí hậu của Tampico, Tamaulipas (1951–2010) | Dữ liệu khí hậu của Tampico, Tamaulipas (1951–2010) | Dữ liệu khí hậu của Tampico, Tamaulipas (1951–2010) | Dữ liệu khí hậu của Tampico, Tamaulipas (1951–2010) | Dữ liệu khí hậu của Tampico, Tamaulipas (1951–2010) | Dữ liệu khí hậu của Tampico, Tamaulipas (1951–2010) | Dữ liệu khí hậu của Tampico, Tamaulipas (1951–2010) | Dữ liệu khí hậu của Tampico, Tamaulipas (1951–2010) | Dữ liệu khí hậu của Tampico, Tamaulipas (1951–2010) | Dữ liệu khí hậu của Tampico, Tamaulipas (1951–2010) | Dữ liệu khí hậu của Tampico, Tamaulipas (1951–2010) |
| Tháng                                                      | 1                                                   | 2                                                   | 3                                                   | 4                                                   | 5                                                   | 6                                                   | 7                                                   | 8                                                   | 9                                                   | 10                                                  | 11                                                  | 12                                                  | Năm                                                 |
| ---------------------------------------------------------- | --------------------------------------------------- | --------------------------------------------------- | --------------------------------------------------- | --------------------------------------------------- | --------------------------------------------------- | --------------------------------------------------- | --------------------------------------------------- | --------------------------------------------------- | --------------------------------------------------- | --------------------------------------------------- | --------------------------------------------------- | --------------------------------------------------- | --------------------------------------------------- |
| Cao kỉ lục °C (°F)                                         | 33.0 (91.4)                                         | 36.5 (97.7)                                         | 42.0 (107.6)                                        | 40.5 (104.9)                                        | 43.5 (110.3)                                        | 38.5 (101.3)                                        | 37.0 (98.6)                                         | 37.5 (99.5)                                         | 39.0 (102.2)                                        | 37.0 (98.6)                                         | 37.5 (99.5)                                         | 36.2 (97.2)                                         | 43.5 (110.3)                                        |
| Trung bình ngày tối đa °C (°F)                             | 22.9 (73.2)                                         | 24.3 (75.7)                                         | 26.8 (80.2)                                         | 29.3 (84.7)                                         | 31.2 (88.2)                                         | 32.0 (89.6)                                         | 32.0 (89.6)                                         | 32.4 (90.3)                                         | 31.6 (88.9)                                         | 29.9 (85.8)                                         | 27.0 (80.6)                                         | 24.1 (75.4)                                         | 28.6 (83.5)                                         |
| Trung bình ngày °C (°F)                                    | 18.8 (65.8)                                         | 20.1 (68.2)                                         | 22.8 (73.0)                                         | 25.5 (77.9)                                         | 27.7 (81.9)                                         | 28.6 (83.5)                                         | 28.5 (83.3)                                         | 28.7 (83.7)                                         | 27.9 (82.2)                                         | 26.0 (78.8)                                         | 22.9 (73.2)                                         | 19.9 (67.8)                                         | 24.8 (76.6)                                         |
| Tối thiểu trung bình ngày °C (°F)                          | 14.7 (58.5)                                         | 15.9 (60.6)                                         | 18.8 (65.8)                                         | 21.7 (71.1)                                         | 24.2 (75.6)                                         | 25.1 (77.2)                                         | 24.9 (76.8)                                         | 25.0 (77.0)                                         | 24.2 (75.6)                                         | 22.0 (71.6)                                         | 18.8 (65.8)                                         | 15.8 (60.4)                                         | 20.9 (69.6)                                         |
| Thấp kỉ lục °C (°F)                                        | 1.0 (33.8)                                          | 3.0 (37.4)                                          | 8.0 (46.4)                                          | 12.0 (53.6)                                         | 15.2 (59.4)                                         | 19.5 (67.1)                                         | 20.0 (68.0)                                         | 19.5 (67.1)                                         | 16.5 (61.7)                                         | 9.0 (48.2)                                          | 6.0 (42.8)                                          | −1.5 (29.3)                                         | −1.5 (29.3)                                         |
| Lượng mưa trung bình mm (inches)                           | 26.3 (1.04)                                         | 21.4 (0.84)                                         | 17.2 (0.68)                                         | 22.5 (0.89)                                         | 53.5 (2.11)                                         | 177.6 (6.99)                                        | 146.8 (5.78)                                        | 157.9 (6.22)                                        | 280.4 (11.04)                                       | 144.7 (5.70)                                        | 44.5 (1.75)                                         | 44.3 (1.74)                                         | 1.137,1 (44.77)                                     |
| Số ngày mưa trung bình (≥ 0.1 mm)                          | 5.8                                                 | 5.0                                                 | 3.6                                                 | 3.9                                                 | 4.5                                                 | 9.7                                                 | 11.6                                                | 12.0                                                | 14.6                                                | 9.6                                                 | 6.8                                                 | 6.5                                                 | 93.6                                                |
| Độ ẩm tương đối trung bình (%)                             | 78                                                  | 78                                                  | 77                                                  | 77                                                  | 78                                                  | 78                                                  | 78                                                  | 77                                                  | 78                                                  | 77                                                  | 78                                                  | 77                                                  | 78                                                  |
| Số giờ nắng trung bình tháng                               | 116.4                                               | 134.2                                               | 175.6                                               | 176.1                                               | 203.0                                               | 233.6                                               | 220.3                                               | 221.3                                               | 183.6                                               | 192.7                                               | 148.4                                               | 131.1                                               | 2.136,3                                             |
| Nguồn 1: Servicio Meteorologico Nacional (độ ẩm 1981–2000) |                                                     |                                                     |                                                     |                                                     |                                                     |                                                     |                                                     |                                                     |                                                     |                                                     |                                                     |                                                     |                                                     |
| Nguồn 2: NOAA (nắng 1961–1990)                             |                                                     |                                                     |                                                     |                                                     |                                                     |                                                     |                                                     |                                                     |                                                     |                                                     |                                                     |                                                     |                                                     |